# Incantesimo napoletano
Incantesimo napoletano è un film del 2002, scritto e diretto da Paolo Genovese e Luca Miniero.

## Trama
La piccola Assuntina, nata in una famiglia napoletana, crescendo inizia a parlare con uno stretto dialetto milanese. Questa stranissima anomalia getta i parenti nella disperazione. Col passare degli anni, nonostante i tentativi di correggerla, Assuntina con il suo linguaggio peggiorerà ulteriormente, tanto che le verrà dato il soprannome di "Cotoletta" e rifiuterà di adattarsi a qualunque tradizione partenopea, rifiutando anche i dolci tipici della città per quelli del capoluogo lombardo.
Tutti gli ulteriori tentativi da parte della famiglia e degli amici saranno vani, come vano sarà il lungo soggiorno che le faranno fare a Torre Annunziata per farle studiare la vera lingua napoletana presso gli zii, popolani che si esprimono soltanto in un dialetto molto stretto.
Raggiunti i venti anni Assuntina rimane incinta.

## La critica
Fabio Ferzetti, ne Il Messaggero dell'8 febbraio del 2002, «...invece batti e ribatti gli esordienti Paolo Genovese e Luca Miniero, rodati pubblicitari, finiscono per cavare da questo spunto surreale una commedia triste come tristi sanno essere i napoletani, una storia di famiglia dove il più disperato è il padre...»

## Riconoscimenti
- 2002 - David di Donatello
  - Migliore attrice protagonista a Marina Confalone
- 2002 - Nastro d'argento
  - Nomination Miglior produttore a Andrea Occhipinti, Gianluca Arcopinto e Amedeo Pagani
- 2002 - Globo d'oro
  - Miglior opera prima a Paolo Genovese e Luca Miniero.
  - Miglior attrice emergente a Chiara Papa